# Râul Fanambana

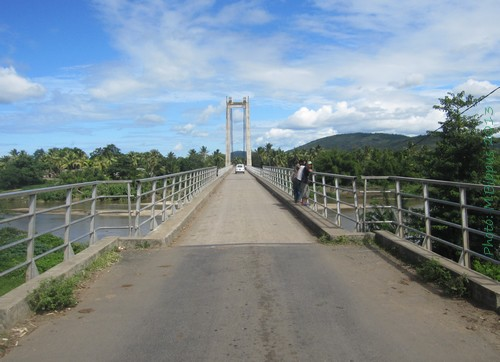
Podul Fanambana pe RN5a

Râul Fanambana este situat în nordul Madagascarului și traversează Route Nationale 5a lângă Fanambana. Izvoarele sale sunt situate în Masivul Marojejy și se varsă în Oceanul Indian la sud de Vohemar.